# Pleonasmus
Ein Pleonasmus (griechisch πλεονασμός pleonasmós; ‚Überfluss‘) ist die Erweiterung einer Aussage durch weitere Ausdrücke von gleicher oder ähnlicher Bedeutung, die daher semantisch redundant sind. Dies können Synonyme oder selbstverständliche Epitheta sein. Ein Pleonasmus kann eine bewusste rhetorische Figur sein, ist aber oftmals nur ein Stilfehler; in beiden Fällen ist er gekennzeichnet durch Wortreichtum ohne Informationsgewinn.

## Begriff
Ein Pleonasmus liegt vor, wenn innerhalb einer Wortgruppe oder auch eines einzelnen Wortes eine bestimmte Bedeutung mehrfach auf unterschiedliche Weise (oft mit verschiedenen Wortarten, etwa Adjektiv/Substantiv) zum Ausdruck gebracht wird oder wenn Ausdrucksmittel verwendet werden, die keine zusätzlichen Informationen beisteuern. Diese Figur kann somit auf semantischer Ebene redundant sein, jedoch die Wirkung einer Aussage steuern. Als absichtliches Stilmittel kann der Pleonasmus unter anderem auftreten als Hendiadyoin oder als Häufung, das heißt als expansive Aufzählung semantisch ähnlicher Ausdrücke, mit der ein Sachverhalt vielseitig und kommunikativ verstärkend gekennzeichnet wird.
Der Pleonasmus wird manchmal zur Verstärkung, Verdeutlichung oder besonderen Hervorhebung des Gesagten verwendet („kaltes Eis“, „mit meinen eigenen Händen angefasst“). Feststehende Wendungen mit pleonastischem Charakter entstehen, wenn einer der Bestandteile (etwa ein ungebräuchliches Wort oder ein Fremdwort) seine ursprüngliche Bedeutung verliert und der Ausdruck zur Verdeutlichung um ein bedeutungsgleiches Element ergänzt wird („Fußpedal“, „Haarfrisur“, „Cuttermesser“, „Reisrisotto“, „Zeitchronometer“). Je weniger die ursprüngliche Bedeutung dem Sprecher zugänglich ist, desto weniger kann der Gesamtausdruck als Pleonasmus angesehen werden. Pleonastische Formulierungen ohne erkennbar beabsichtigten rhetorischen Hintergrund gelten als schlechter Sprachstil oder Stilblüten (Stilfehler), z. B. „das kann möglich sein“. Bereits in der Antike bewerteten die Rhetoriker ihn sowohl als ornatus (Redeschmuck) als auch als vitium (Fehler); Quintilian bezeichnete sogar dieselbe Wortkombination in jeweils anderer Satzstellung einmal als Fehler, dann wieder als stilistisch gelungen. In der Dichtung werden Pleonasmen auch aus Gründen der Metrik benutzt.
Gegensätze zum Pleonasmus bilden, je nach Verwendungsabsicht, z. B. das Oxymoron oder die Ellipse.

## Pleonasmus und Tautologie
Ein verwandter Begriff ist die Tautologie. Über das Verhältnis beider Begriffe finden sich unterschiedliche Angaben: Nach dem Literaturwissenschaftler Gero von Wilpert fügt der Pleonasmus Selbstverständliches und daher Überflüssiges hinzu, während die Tautologie die Eindringlichkeit der Aussage verstärkt, ein Unterschied der indes häufig übersehen werde. Nach Clemens Ottmers liegt der Unterschied darin, ob die die Hinzufügung lediglich „funktionslos“ ist wie bei der Tautologie, oder „dezidiert überflüssig, ja störend“ ist: In diesem Fall liege ein Pleonasmus vor. Laut Oliver Pfefferkorn kann nicht immer klar zwischen beiden getrennt werden. Meist werde als Tautologie die Wiederholung des gleichen Wortes oder eines Synonyms verstanden, was beim Pleonasmus nicht notwendig der Fall sei.  Nach Beate Czapla werden Pleonasmus und Tautologie häufig synonym verwendet.

## Beispiele

### Absichtliche Pleonasmen (Stilfiguren)
- „Wenn ich sehe die Himmel, deiner Finger Werk, den Mond und die Sterne, die du bereitet hast: was ist der Mensch, dass du seiner gedenkst, und des Menschen Kind, dass du dich seiner annimmst?“ (Ps 8,4–5 EU).[9]
- lateinisch Abiit, excessit, erupit, evasit  – „er ging weg, er entwich, er verschwand, er stürzte davon“ (Cicero, zweite Rede gegen Catilina).[4]
- englisch This was the most unkindest cut of all. – wörtl.: Dies war der am meisten unfreundlichste Stich von allen (William Shakespeare, Julius Caesar, 3,2).[10]
- französisch Je l'ai […] vu de mes propres yeux – „Ich habe es mit meinen eigenen Augen gesehen“ (Molière, Tartuffe).[5]
- „Und es wallet und siedet und brauset und zischt“ (Friedrich Schiller, Der Taucher).
- „Seid ihr bereit, […] diesen Kampf mit wilder Entschlossenheit und unbeirrt durch alle Schicksalsfügungen fortzusetzen […]?“ (Joseph Goebbels, Sportpalastrede vom 18. Februar 1943).[11]

### Unabsichtliche Pleonasmen (Stilfehler)
- weißer Schimmel[5]
- alter Greis[5]
- Rentier (schwedisch ren für ‚gehörntes‘ oder ‚geweihtragendes Tier‘)[12]
- tall giant (englisch für großer Riese)[13]

## Grammatischer Pleonasmus
In der Linguistik werden auch Partikeln als Pleonasmen bezeichnet, die keinen Bedeutungsinhalt haben und oft nur eine pragmatische Funktion erfüllen:
- „und lest ja wohl eigentlich auch zu viel“ (Zitat aus Arthur Schnitzler: Reigen; Hervorhebung nicht im Original)[14]